# Kōhoku-ku
Kōhoku-ku (港北区) est l'un des dix-huit arrondissements de la ville de Yokohama de la préfecture de Kanagawa. L'arrondissement de Kōhoku a la plus grande population de tous les arrondissements de Yokohama.
Sa superficie est de 30,31 km2. En juillet 2008, sa population comptait 323 733 habitants. L'arrondissement de Kōhoku est l'un des quatre arrondissements nord de Yokohama. On retrouve cette indication dans son nom à travers le caractère du Nord (北).

## Transports

### Transport ferroviaire
Tous les Shinkansen de la ligne Shinkansen Tōkaidō s'arrêtent à la gare de Shin-Yokohama.

### Aéroport
Une ligne de bus existe entre Shin-Yokohama Prince Hotel, la station de Shin-Yokohama et l'aéroport de Narita.

## Éducation
- Keio University (campus d'Hiyoshi, campus de Yagami)

## Culture
- Musée du rāmen de Shin-Yokohama